# San Colombano Certénoli
San Colombano Certénoli is een gemeente in de Italiaanse provincie Genua (regio Ligurië) en telt 2469 inwoners (31-12-2004). De oppervlakte bedraagt 41,3 km², de bevolkingsdichtheid is 58 inwoners per km².
De volgende frazioni maken deel uit van de gemeente: Aveggio, Certenoli, San Colombano, San Martino del Monte, Camposasco, Romaggi, Cichero, Baranzuolo, Celesia.

## Demografie
San Colombano Certenoli telt ongeveer 1125 huishoudens. Het aantal inwoners daalde in de periode 1991-2001 met 0,5% volgens cijfers uit de tienjaarlijkse volkstellingen van ISTAT.
| Jaar | Inwoneraantal |
| ---- | ------------- |
| 1991 | 2414          |
| 2001 | 2401          |

## Geografie
De gemeente ligt op ongeveer 40 m boven zeeniveau.
San Colombano Certenoli grenst aan de volgende gemeenten: Borzonasca, Carasco, Coreglia Ligure, Leivi, Mezzanego, Orero, Rapallo, Rezzoaglio, Zoagli.

## Galerij

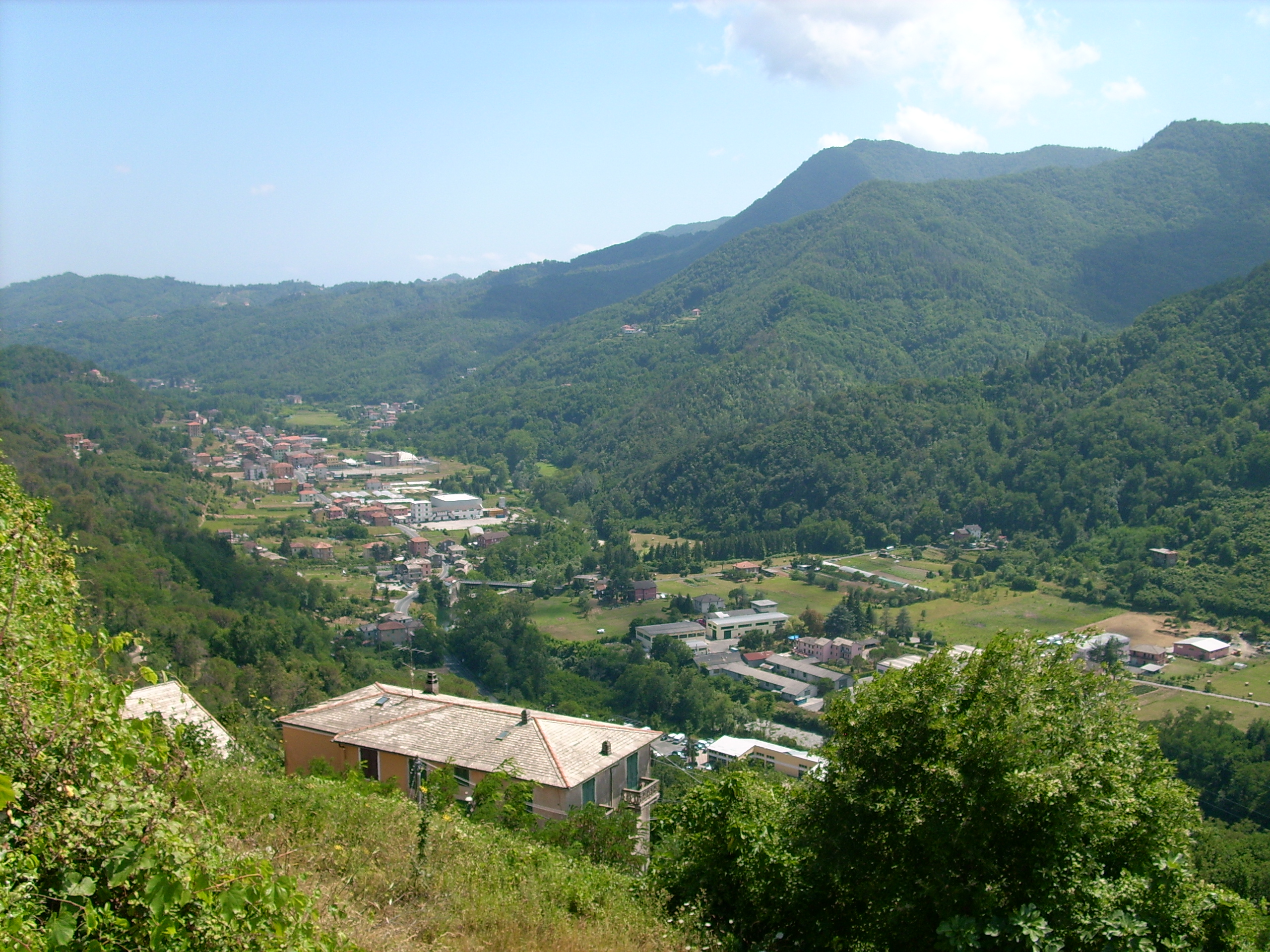
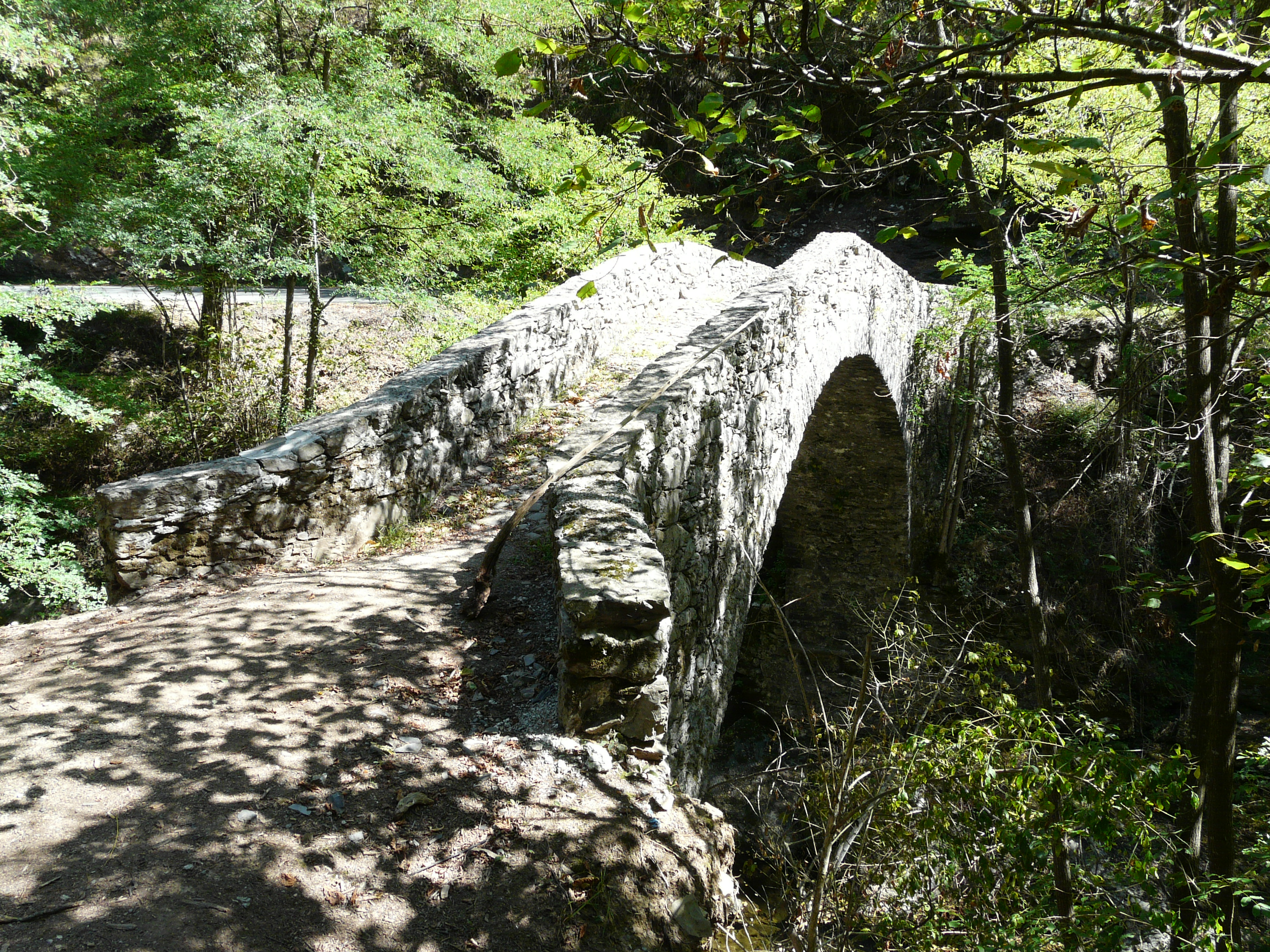
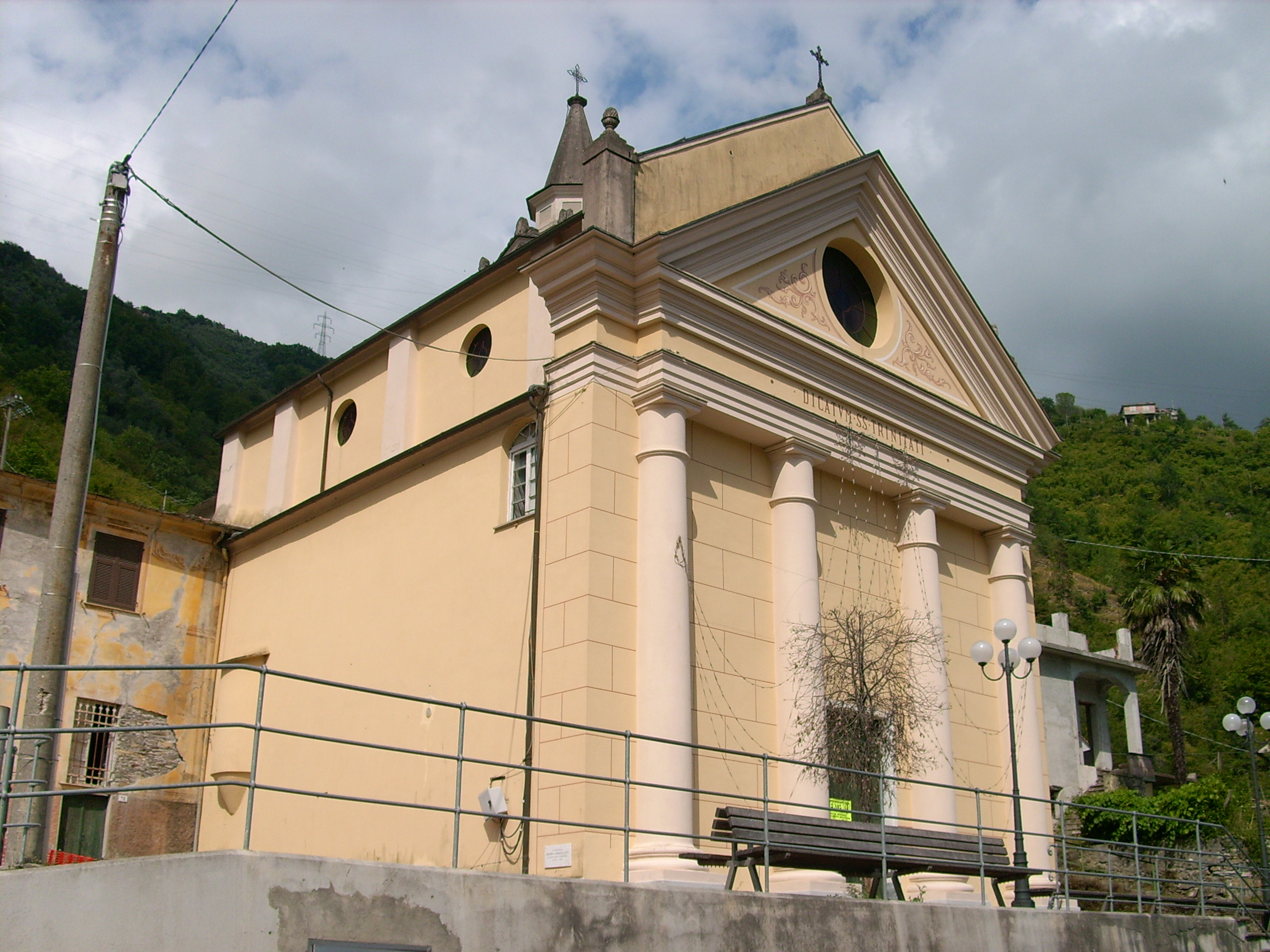
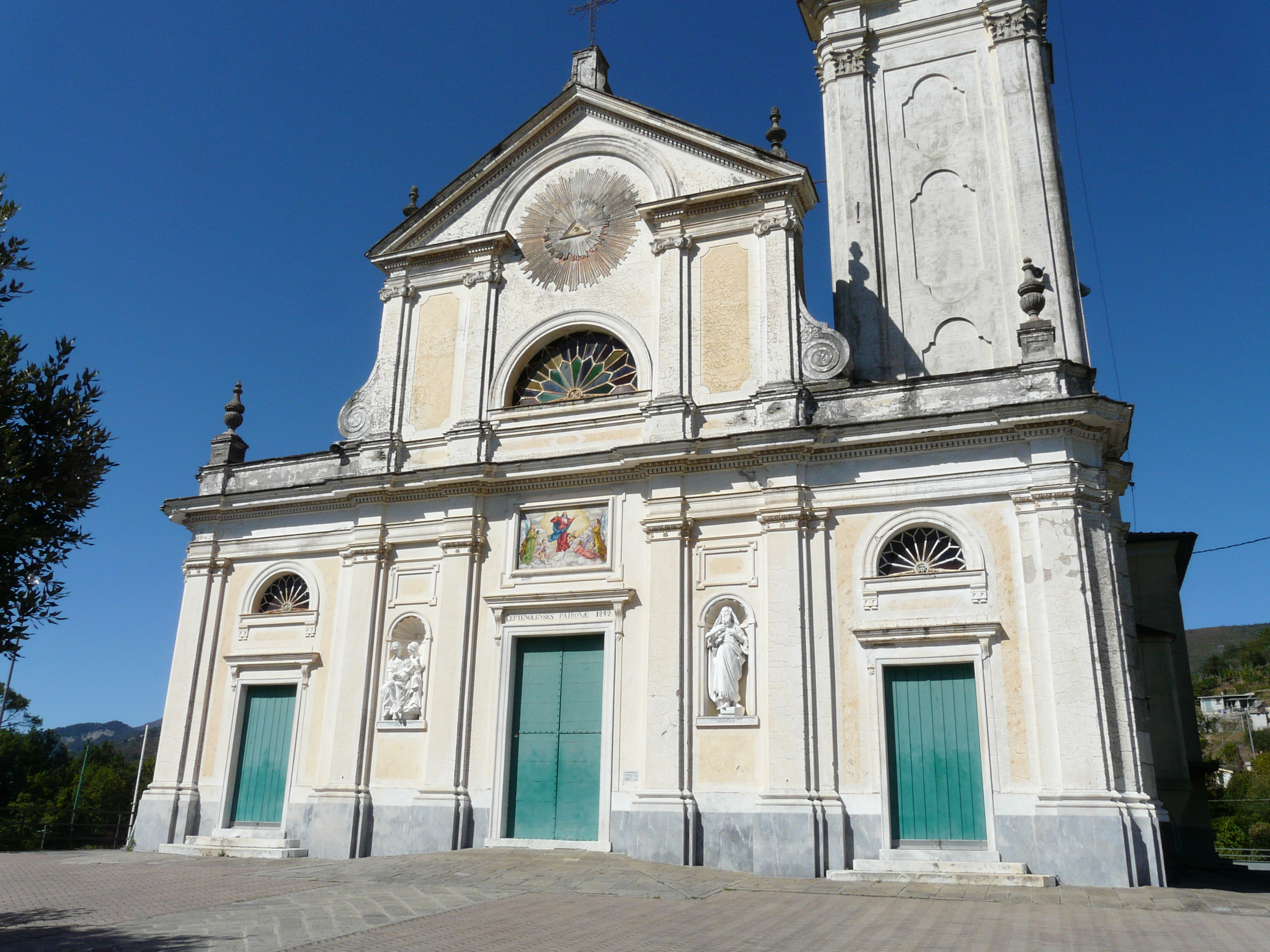